# Binan Kōkō Chikyū Bōei-bu Love!
Binan Kōkō Chikyū Bōei-bu Love! (美男高校地球防衛部Love!, lit. O clube encantador do colégio Binan pela defesa da Terra: Amor!) (em inglês:  Cute High Earth Defense Club Love!) é uma série de anime do género mahō shōnen criada por Kurari Umatani e produzida pelo estúdio Diomedéa. A série foi dirigida por Shinji Takamatsu e escrita por Michiko Yokote. Estreou no Japão a 6 de janeiro de 2015. O anime foi licenciado pela Madman Entertainment na Austrália e Nova Zelândia e pela Ponycan USA na América do Norte, onde foi transmitido pela Funimation e Crunchyroll. Nos países lusófonos a série também foi transmitida pela Crunchyroll. A série foi renovada para uma segunda temporada.
Um mangá intitulado Binan Kokou Chikyuu Seifuku-bu Love! começou a ser serializado a 16 de outubro de 2014 na revista online da Pony Canyon.  Uma light novel foi lançada a 7 de janeiro de 2015 no Japão.  Um jogo baseado na série foi lançado para as plataformas Android e iOS, a 26 de fevereiro de 2015, no Japão.

## Personagens

### Clube de Defesa da Terra
Yumoto Hakone (箱根 有基, Hakone Yumoto)
Voz de: Kazutomi Yamamoto
Ele é um estudante do primeiro ano cuja família é dona de uma casa de banhos chamada Kurotamayu. É um garoto totalmente despreocupado que ama animais, coisas fofas e comida. Se transforma no principe brilhante: Battle lover Scarlet. Sua cor é vermelho e seu elemento é luz.
En Yufuin (由布院 煙, Yufuin En)
Voz de: Yuichiro Umehara
Ele é um estudante do terceiro ano. É um grande preguiçoso e faz qualquer coisa em paz. É geralmente visto com Atsushi. En também é retratado como um pouco vaidoso, tendo atingido 18 torna-se preocupado que sua aparência jovem esteja enfraquecendo.  Se transforma no príncipe cintilante: Battle lover Cerulean. Sua cor é azul e seu elemento é água.
Atsushi Kinugawa (鬼怒川 熱史, Kinugawa Atsushi)
Voz de: Kōtarō Nishiyama
Ele é um estudante do terceiro ano e o único que usa óculos no clube. Ele vem de uma família rica, tem boas notas e é muito sério. Algumas vezes, ele tem que ficar de olho no En. Ele era amigo de infância de Kinshiro. Se transforma no príncipe perfurante: Battle lover Epinard. Sua cor é verde e seu elemento é ar.
Io Naruko (鳴子 硫黄, Naruko Io)
Voz de: Yusuke Shirai
Ele é um estudante do segundo ano. Apesar de ainda estar no colegial ganha dinheiro no mercado de ações. Seu lema é: "A vida gira em torno do dinheiro!". É também o melhor amigo de Ryuu. Se transforma no príncipe urrante: Battle lover Sulfur. Sua cor é amarelo e seu elemento é terra.
Ryuu Zaou (蔵王 立, Zaō Ryū)
Voz de: Toshiki Masuda
Ele é um estudante do segundo ano. É popular com garotas (embora haja rumores de que isso seja falso), com pedidos de encontros lotando a caixa de mensagens de seu celular. É o melhor amigo de Io. Se transforma no príncipe vibrante: Battle lover Vesta. Sua cor é rosa e seu elemento é fogo.
Vombate (ウォンバット, Uonbatto)
Voz de: Makoto Terada
Uma estranha criatura que aparenta ser um Vombate rosa de um planeta distante, que diz aos garotos que a missão deles é proteger a Terra de aliens maus e enche-la de amor. A prioridade do clube de defesa da Terra é expulsa-lo como um irritante anormal, menos Yumoto, é claro. Entretanto Vombate rapidamente remedia esse problema, controlando o professor de En e Atsushi, Senhor Tawarayama, simplesmente fazendo-o carrega-lo. Vombate tenta persuadir os meninos, perseguindo En e Atsushi pela escola, os pedindo para "ajuda-lo a aprender mais sobre a Terra". Porém, devido a aparencia cadavérica do professor em seu estado controlado os garotos fogem amedrontados tendo a impressão de que Vombate matou o professor.

### Clube de Conquista
Kinshiro Kusatsu (草津 錦史郎, Kusatsu Kinshirō)
Voz de: Hiroshi Kamiya
Ele é um estudante do terceiro ano e o presidente do conselho estudantil. É amigo de infância de Atsushi, mas o relacionamento ficou distante. Ele não gosta que Atsushi ande com o En e o resto do clube. Se transforma no Chevalier Aurite, o cavaleiro dourado que brilha vagamente.
Ibushi Arima (有馬 燻, Arima Ibushi)
Voz de: Jun Fukuyama
Ele é um estudante do terceiro ano e vice presidente do conselho estudantil. Ele geralmente acompanha Kinshiro, agindo como se fosse seu mordomo. Se transforma no Chevalier Argent, o cavaleiro prateado que exala a fragância do vento.
Akoya Gero (下呂 阿古哉, Gero Akoya)
Voz de: Takuma Terashima
Ele é um estudante do segundo ano. Possui uma aparência angelical e é excessivamente individual. Ele está na mesma classe que Io e Ryuu, mas ele não se dá muito bem com Ryuu. Se transforma no Chevalier Perlite, o cavaleiro perolado que aflora plenamente.
Zundar (ズンダー, Zundaa)
Voz de: Hiroki Yasumoto
Zundar é uma criatura com a aparência de um porco espinho que veio de um planeta distante para conquistar a Terra. Ele termina suas sentenças com "dar".

### Monstros
São pessoas escolhidas para serem transformadas pelo Caerula Adamas, é preciso que estejam emanando aura negativa o suficiente antes de serem atingidas com o Zundar Needle. Coincidentemente o nome real dos personagens transformados em monstros pelo Caerula Adamas, suas personalidades ou o que fazem tem ligação com o tipo de monstro que eles serão transformados de alguma forma.
Kazutake Chiku (知久和武, Chiku Kazutake)
Voz de: Akira Ishida
Estudante apático que se sentia incapaz de se encaixar em qualquer grupo de pessoas ao seu redor. Mesmo os estudantes da escola Binan sequer notavam sua presença, chegando a esbarrar nele sem sequer notar que ele estava alí, mesmo depois. Após ouvir uma conversa entre En, Atsushi e Vombate (disfarçado como professor) sobre "o sentido da existência do Chikuwabu" e refletir sobre a questão ele chega na conclusão que um Chikuwabu não servia pra nada, assim como ele mesmo e então é transformado num monstro Chikuwabu.
É o primeiro monstro a aparecer na série.
Wario Hashida (橋田割男, Hashida Wario)
Voz de: Katsuyuki Konishi
Estudante com aparente TOC ( Transtorno obsessivo-compulsivo) por simetria. Tem um surto de raiva após várias tentativas frustradas de partir um hashi descartável (palitinho japonês) ao meio, raiva o suficiente para que se transformasse num monstro feito com todos os hashis da cantina.
Moteo Kurotori (黒鳥持手男, Kurotori Moteo)
Voz de: Kōji Yusa
Responsável pela assessoria do clube de balé do colégio Binan. Foi contratado por acidente pelo diretor da escola, que, na verdade, tinha como tarefa contratar um assessor para o clube de basquete, mas sem querer contratou um para o clube de balé. Kurotori é um garoto narcisista que busca constantemente popularidade, assim podendo conseguir novos membros para o seu clube e assim estes votarão nele como o garoto mais popular na escola. 
Quando ele não consegue reunir membros para seu clube, porque ninguém veio à reunião que ele promovera com seus panfletos sua decepção é tamanha que é o bastante para que seja escolhido por Zundar e o Caerula Adamas, sendo transformado em um cisne negro.
Oyaji Igarao (五十顔親治, Igarao Oyaji)
Voz de: Kōsuke Toriumi
Apesar de ser mais um estudante do colégio Binan, com idade na faixa de todos os outros alunos, sua aparência faz com que ele aparente ser muito mais velho que todos os outros. É apelidado de " o cara com o rosto de um cinquentão". Sentindo-se frustrado por não poder aproveitar sua vida como estudante do ensino médio sem que seja frequentemente confundido com um senhor, sua energia negativa é forte o bastante para que seja transformado numa versão mais jovem de si mesmo com o poder de rejuvenescimento.
Enkaku Sōsa (宗佐円覚, Sōsa Enkaku)
Voz de: Takuya Eguchi
Estudante da classe 3-B, frustrado por ser uma marionete controlada por seu pai, seguindo somente as ordens dadas a ele sem ter controle de sua própria vida. É transformado num tipo de controle remoto em formato de lula, com o poder capaz de controlar não somente aparelhos mas as pessoas também.
Ichiban Itsumo (逸茂一番, Itsumo Ichiban)
Voz de: Kenichi Suzumura
Shō Komi (古見翔, Komi Shō)
Voz de: Yoshitsugu Matsuoka
Uriya Makuwa (真桑ウリヤ, Makuwa Uriya)
Voz de: Hikaru Midorikawa
Rui Megawa (芽川類, Megawa Rui)
Voz de: Tsubasa Yonaga

### Outros
Gōra Hakone (箱根強羅, Hakone Gōra)
Voz de: Tomokazu Sugita
Kou Kinosaki (城崎コウ, Kinosaki Kō)
Voz de: Shōtarō Morikubo
Tazawa (田沢益也, Tazawa)
Voz de: Yūichi Iguchi
Hireashi (ヒレアシ, Hireashi)
Voz de: Hiroshi Ōtake
Sr. Tawarayama
Voz de: Makoto Terada

## Média

### Mangá
Um mangá intitulado Binan Kokou Chikyuu Seifuku-bu Love! começou a serialização a 16 de outubro de 2014 na revista online da Pony Canyon.

### Light novel
Uma light novel escrita por Takahashi Natsuko e ilustrada por Hara Yumiko foi lançada no Japão a 7 de janeiro de 2015, como um livro de bolso.

### Anime
A série foi dirigida por Shinji Takamatsu, escrita por Michiko Yokote e produzida pelo estúdio Diomedéa, foi exibida no Japão entre 6 de janeiro e 24 de março de 2015. A série também foi transmitida simultaneamente pela Crunchyroll, Funimation e Viewster. A série foi licenciada na América do Norte pela Ponycan USA, que lançou o anime em DVD e disco blu-ray, em agosto de 2015. O tema de abertura foi "Zettai Muteki☆Fallin'LOVE☆" (絶対無敵☆Fallin'LOVE☆) interpretado pelo Clube de Defesa da Terra (Kazutomi Yamamoto, Yuichiro Umehara, Kotaro Nishiyama, Yusuke Shirai e Toshiki Masuda), enquanto o tema de encerramento foi "I Miss You no 3 Metre" (I miss you の3メートル) interpretado pelo Clube de Conquista (Hiroshi Kamiya, Jun Fukuyama e Takuma Terashima). A série foi renovada para uma segunda temporada.

#### Episódios
| #  | Título                                                                                                   | Exibição original       |
| -- | --- | ----------------------- |
| 1  | "Em Nome do Amor" "Ai to iu na no moto ni (愛という名のもとに)"                                          | 6 de janeiro de 2015    |
| 2  | "Nunca Devemos Nos Arrepender do Amor" "Ai towa keshite koukai shinai koto (愛とはけして後悔しないこと)" | 13 de janeiro de 2015   |
| 3  | "Sinta o Amor, Narcissus!" "Aiseyo, narushisu! (愛せよ、ナルシス！)"                                     | 20 de janeiro de 2015   |
| 4  | "Garotinhos Fofos do Amor e da Juventude" "Ai to seishun no bishōnen (愛と青春の美少年)"                 | 27 de janeiro de 2015   |
| 5  | "Roubar Amor Sem Arrependimentos!" "Ai wa oshiminaku ubau (愛は惜しみなく奪う)"                          | 3 de fevereiro de 2015  |
| 6  | "Amor é Algo que Você Usa em Volta" "Ai wa sena de kataru mono (愛は背中で語るもの)"                     | 10 de fevereiro de 2015 |
| 7  | "Amor, Acampamento de Verão e Escova de Dentes" "Ai to gasshuku to haburashi (愛と合宿と歯ブラシ)"       | 17 de fevereiro de 2015 |
| 8  | "Perdidos no Amor!" "Ai wa samayō (愛は彷徨う)"                                                          | 24 de fevereiro de 2015 |
| 9  | "O Amor é mais Forte que o Orgulho" "Ai wa puraido yori tsuyoi (愛はプライドより強い)"                   | 3 de março de 2015      |
| 10 | "O Amor é um Óculos..." "Ai sore wa megane... (愛それはメガネ)"                                          | 10 de março de 2015     |
| 11 | "O Processo Chamado Amor" "Ai to iu na no shiren (愛という名の試練)"                                     | 17 de março de 2015     |
| 12 | "Love Forever" "Ai yo eien ni (愛よ永遠に)"                                                              | 24 de março de 2015     |